# Сільвія Ордоньєс
Сільвія Ордоньєс (ісп. Sylvia Ordóñez, нар. 1956) — мексиканська художниця.

## Біографія
Народившись у Монтерреї, Ордоньєс вирушила до Парижа для навчання, а також відвідувала Школу мистецтв Слейда в Лондоні. Її перша виставка пройшла в рідному місті у 1977 році. Уже наступного року вона почала здобувати нагороди на мексиканських виставках. У 1979 році вона поїхала до Барселони для вивчення графіки в Escola de la Llotja. У 1990 році її популярність зросла завдяки участі у виставці «Жінки в Мексиці», організованій Едвардом Салліваном для Національної академії дизайну. Відтоді її роботи були представлені на багатьох виставках у США. Зараз вона живе і працює у невеликому містечку Вілья-де-Гарсія, Нуево-Леон.